# Teobaldo de Luxemburgo
Teobaldo de Luxemburgo, en francés Thibault de Luxembourg, (?, c. 1410 - ?, 1 de septiembre de 1477) fue un noble y eclesiástico francés, obispo de Le Mans.

## Biografía

### Familia
Nacido en el seno de la rama francesa de la Casa de Luxemburgo, Thibault fue hijo de Pedro de Luxemburgo, conde de Saint-Pol, y de Margarita del Balzo, de la nobleza napolitana. Tuvo dos hermanos: Louis, que fue condestable de Francia, y Jacques, señor de Fiennes, y varias hermanas: Jacquette, que casó primero con Juan de Lancaster y después con Ricardo Woodville; Catherine, mujer del duque de Bretaña Arturo III; Philippa, que fue abadesa de Saint-Maixent; e Isabelle, casada con el conde de Maine Carlos IV de Anjou.
Thibault contrajo matrimonio con Philippine (o Philippote) de Melun (sobrina de Luis XI), que era hija de Jean, señor de Antoing y vizconde de Gante. La pareja tuvo seis hijos: Guillemette, Madeleine,  Jacques, Jean, François y Philippe.

### Entra en religión
Tras la muerte de su esposa en 1448, Thibault entró en religión.  Fue abad de los monasterios cistercienses de Igny en Arcis-le-Ponsart (diócesis de Reims) y Ourscamp en Chiry-Ourscamp (diócesis de Noyon).
Tras la muerte del obispo de Le Mans Martin Berruyer, el capítulo de la catedral de Le Mans le eligió como su sucesor; su elección fue confirmada por el papa Paulo II en 1466, aunque estuvo ausente de su diócesis y abadías casi todo el tiempo, dirigiéndolas por medio de vicarios.  
Según alguno de sus biógrafos, el papa Sixto IV le creó cardenal en 1474, aunque nunca fue proclamado.
Muerto en 1477, fue sepultado en el coro alto de la catedral de Le Mans.